# Detroit Auto Club
Der Detroit Auto Club war ein US-amerikanisches Eishockeyfranchise der International Hockey League aus Detroit, Michigan. Die Spielstätte des Auto Club war das Olympia Stadium.

## Geschichte
Der Club wurde 1945 als Franchise der International Hockey League gegründet, in der er eines von vier Gründungsmitgliedern war. Gleich in ihrer ersten Spielzeit konnte die Mannschaft aus der Autostadt Detroit den Turner Cup gewinnen, nachdem sie im Finale ihren Stadtrivalen Detroit Bright’s Goodyears in der Best-of-Three-Serie mit 2:1 schlugen. Anschließend konnte der Auto Club nicht mehr an diesen Erfolg anknüpfen. Zwar wurde man in der Saison 1949/50 noch einmal zweiter in der regulären Saison, jedoch stand das Franchise bis zu seiner Auflösung 1951 nicht mehr im Finale um den Turner Cup.

## Saisonstatistik
Abkürzungen: GP = Spiele, W = Siege, L = Niederlagen, T = Unentschieden, OTL = Niederlagen nach Overtime SOL = Niederlagen nach Shootout, Pts = Punkte, GF = Erzielte Tore, GA = Gegentore, PIM = Strafminuten
| Saison  | GP | W  | L  | T  | OTL | SOL | Pts | GF  | GA  | Platz   | Playoffs           |
| 1945–46 | 15 | 8  | 7  | 0  | —   | —   | 82  | 81  | 16  | 3., IHL | Turner Cup         |
| 1946–47 | 28 | 7  | 20 | 1  | —   | —   | 15  | 113 | 156 | 5., IHL | nicht qualifiziert |
| 1947–48 | 30 | 13 | 16 | 1  | —   | —   | 27  | 161 | 155 | 5., IHL |                    |
| 1948–49 | 31 | 17 | 11 | 3  | —   | —   | 39  | 146 | 130 | 3., IHL |                    |
| 1949–50 | 40 | 19 | 14 | 7  | —   | —   | 45  | 170 | 139 | 2., IHL |                    |
| 1950–51 | 52 | 10 | 32 | 10 | —   | —   | 31  | 136 | 228 | 5., IHL |                    |

## Team-Rekorde

### Karriererekorde
Spiele: 158  Les Palmer,  Jim Baudino
Tore: 51  Jim Baudino
Assists: 74  Dick Kowcinak
Punkte: 116  Dick Kowcinak
Strafminuten: 119  Allan Renfrew

## Bekannte Spieler
- Marcel Pronovost
- Willard Ikola